# لباس با دید بالا

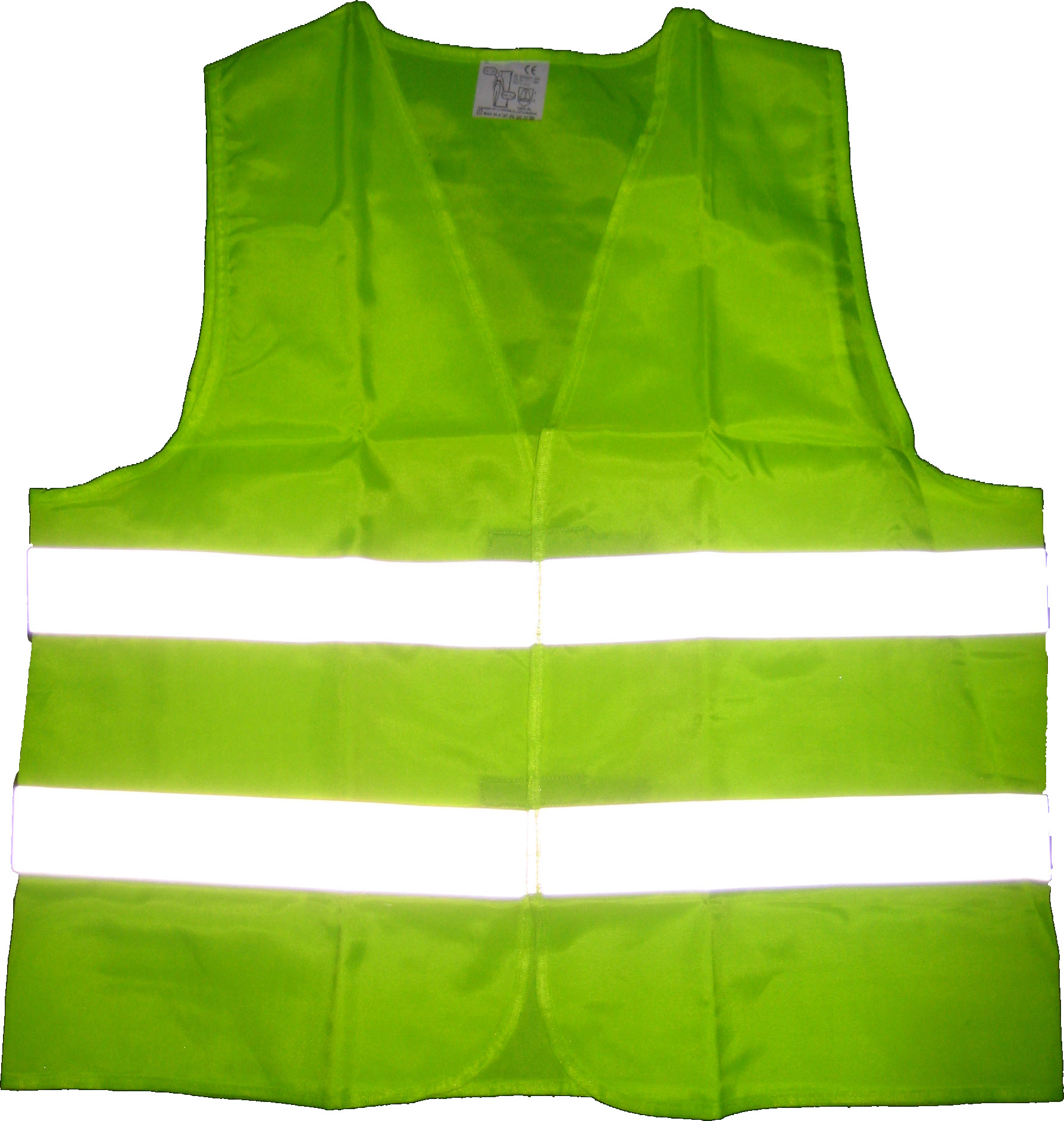
جلیقه ایمنی سبز فلوئورخشنده. نوارهای بازتابنده برای شرایط کم‌نور اختیاری هستند، اما وجودشان به معنی لباس با دید بالا نیست.

لباس‌های با دید بالا  به هر پوشاکی گفته می‌شود که بدون تابش نور هم بسیار درخشان است یا دارای رنگی است که به راحتی در هر پس‌زمینه‌ای دیده می‌شود. این پوشش معمولاً در ناحیه تنه و بازوها پوشیده می‌شود. مقررات بهداشتی و ایمنی، اغلب کاربران را ملزم به استفاده از لباس های با دید بالا می‌کنند زیرا این لباس بخشی از تجهیزات حفاظت شخصی است. رنگ‌های زیادی از جلیقه‌های با دید بالا موجود است که زرد و نارنجی، رایج‌ترین نمونه‌ها هستند. رنگ‌هایی غیر از زرد یا نارنجی ممکن است درخشندگی به اندازه درست برای انطباق با استانداردهایی مانند ISO 20471 ایجاد نکنند.
به عنوان نوعی از تجهیزات حفاظت شخصی، از لباس‌های با دید بالا برای افزایش دید افراد و در نتیجه جلوگیری از حوادث ناشی از دیده‌نشدن افراد بهره گرفته می‌شود. در نتیجه، اغلب در مشاغلی که موقعیت‌های خطرناکی در اثر حرکت وسایل نقلیه یا شرایط نور کم ایجاد می‌شود، استفاده می‌شود. این مشاغل شامل کارگران راه‌آهن و جاده، کارگران فرودگاه و نیز اورژانس است. همچنین دوچرخه‌سواران و موتورسواران ممکن است از لباس‌های با دید بالا برای افزایش دیده‌شدن خود به هنگام حضور در جاده‌ها استفاده کنند. برای جلوگیری از تیراندازی اشتباهی، ممکن است از شکارچیان خواسته شود که لباس های ویژه و با دید بالا بپوشند.